# Asimina triloba
L'asimina (Asimina triloba (L.) Dunal) è un piccolo albero da frutto a foglia decidua della famiglia delle Annonaceae. È originario degli Stati Uniti orientali dove è conosciuto con il nome di pawpaw o paw paw.
Cresce spontaneo lungo le rive dei fiumi e nel sottobosco formando dei tipici boschetti clonali che si originano nel tempo dalle radici di un unico individuo, formazione che si definisce macchia d'Asimina o pawpaw patch.
Appartiene alla famiglia delle Annonaceae, la stessa di cui fanno parte cerimolia, graviola e ylang-ylang, specie molto diffuse nelle fasce tropicali.

## Nomi comuni
Il nome asimina deriva dal termine Assimin o Rassimin utilizzato dai Nativi americani, passando dal termine francese cajun Asiminier per arrivare infine alla forma utilizzata dalla nomenclatura ufficiale.
Il nome comune statunitense Pawpaw deriva dal nome della tribù dei nativi Paw Paw, o Pawpaw, inteso come "frutto dei Paw Paw".
L'aspetto curioso del frutto ha inoltre portato nel tempo alla creazione di innumerevoli soprannomi locali che si rifanno alla presunta somiglianza con le specie del genere Musa, con cui non ha alcuna relazione tra i quali possiamo trovare:
banana selvatica, banana di montagna, banana della prateria, banana del poveruomo, banana degli indiani, banana del West Virginia, banana del Kansas, banana del Kentucky, banana del Michigan, banana del Missouri, e così via.

## Descrizione

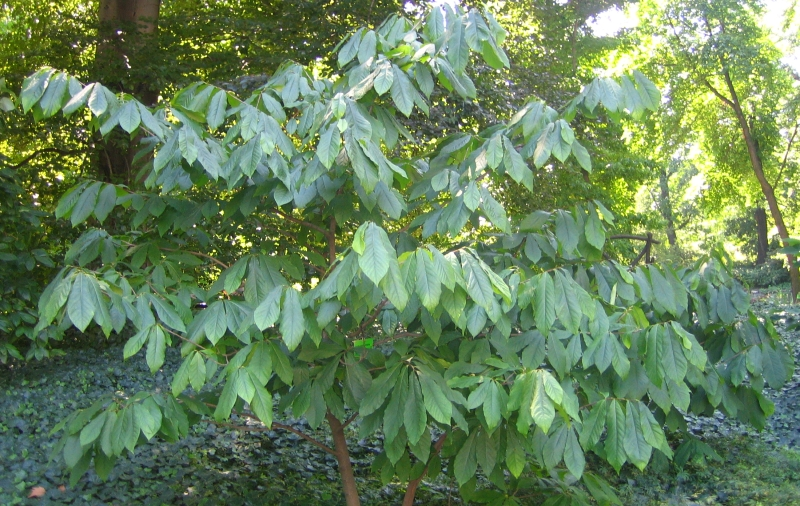
La foglia ha un tipico portamento pendulo simile quello di altre Annonaceae

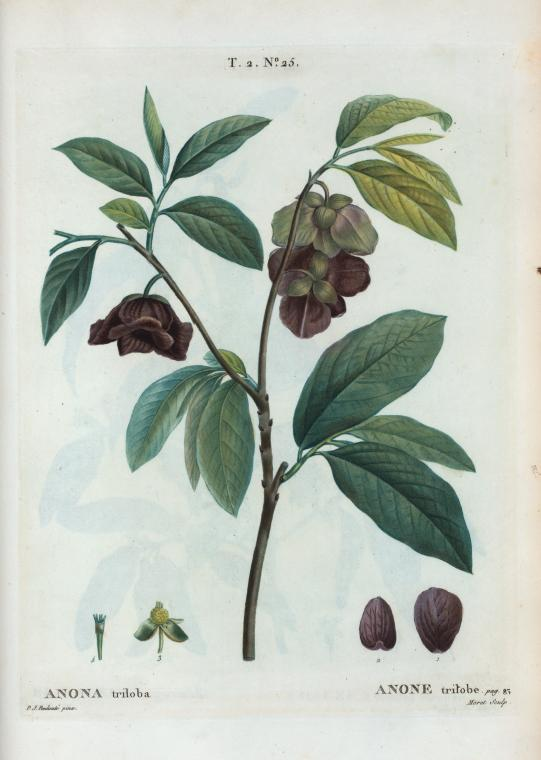
Illustrazione d'epoca di Pierre-Joseph Redouté.

La pianta di Asimina o pawpaw (pronuncia inglese: [ˈpɔːpɔː]) è un albero di piccole dimensioni a portamento ascendente (più alto che largo, se non è condotto altrimenti con potature), raggiunge 5–6 metri di altezza, ha grandi foglie alterne, lanceolate, caduche di 15–20 cm di lunghezza, pendenti, spesso tomentose (leggerissimamente pelose) al verso, corteccia grigia.
L'elemento d'interesse di quest'albero è il frutto, verso il quale solo recentemente si è cominciata una selezione al fine di migliorarne le qualità organolettiche. Il legno non ha valore commerciale, mentre le sostanze chimiche contenute nella pianta hanno un qualche interesse come insetticida naturale e per le loro funzioni antitumorali.
Nei luoghi d'origine (Stati Uniti) sono in atto impianti estensivi su maggior scala, anche ad effetto della recente rivalutazione di questo frutto, che ora è ritenuta di maggior pregio che in passato (era considerata frutto "selvatico”), e per il quale gli statunitensi ora stanno maturando un'affezione verso un elemento considerato peculiare, appartenente alle loro stesse origini, e del loro paese.

### Fiore

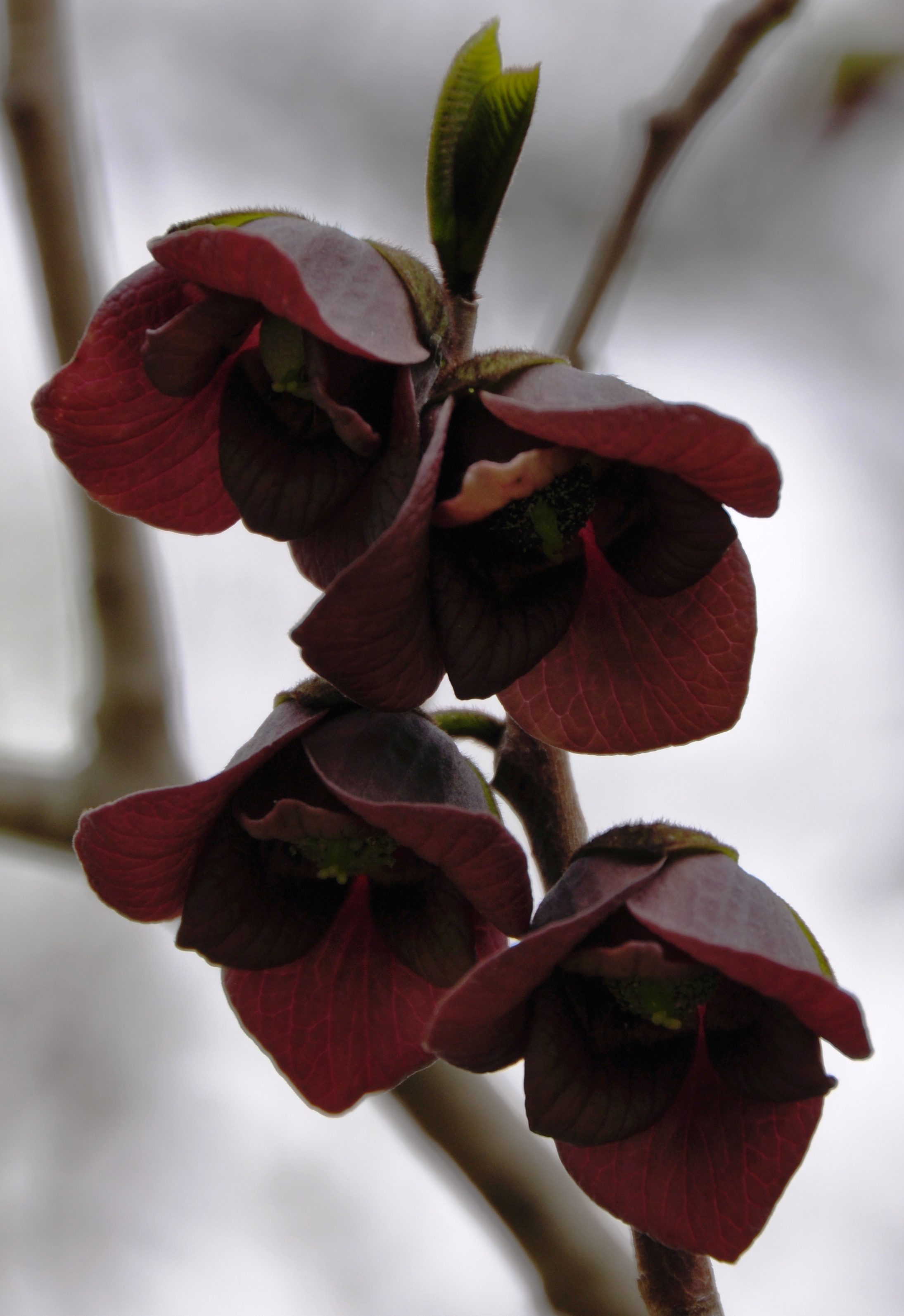
I tipici fiori rossi, a campana, rivolti verso il basso.
Appaiono in primavera prima delle foglie e sono impollinati da diversi insetti necrofagi.

I fiori, ermafroditi, di media dimensione (1,5–3 cm di diametro), sono pendenti su un picciolo peloso piuttosto sviluppato, sono singoli, raramente raccolti a gruppi, ascellari alle foglie, hanno simmetria rotata, con tre piccoli sepali verdi con pelosità brunastra e sei petali; tre interni racchiudenti le parti sessuali alternati a tre esterni, socchiusi in prima fase, successivamente i petali sono leggermente ripiegati verso l'esterno; la conformazione generale del fiore è quindi a “campanella”, di colore rossiccio–marrone scuro. Si schiudono in aprile (in Italia), prima delle foglie.
I fiori hanno odore leggerissimo e quasi impercettibile, leggermente putrido e certamente non gradevole (sono dedicati ad attirare insetti predatori o saprofaghi, come mosche ed altri Ditteri (mosconi) delle concimaie, formiche o coleotteri, che sono gli agenti impollinatori).
Di norma la pianta è autosterile, quindi la fecondazione avviene solo tra piante (cioè individui, o cloni) diverse, esistono alcune varietà autofertili e quindi, in tal caso è sufficiente una sola pianta.
In caso di assenza di insetti impollinatori (in ambiente urbano senza insetti) può essere utile la impollinazione artificiale manuale (con un pennellino).

### Frutto
I frutti sono grandi bacche ovali, simili nella forma a pere più o meno cilindriche, lunghe di 6–18 cm ed oltre di lunghezza, e di 3–8 cm di larghezza, a volte a forma leggermente lobata.
I frutti sono singoli o spesso riuniti a gruppi (gli ovari del fiore sono multipli) a costituire delle "mani" vagamente simili nella struttura a quelle delle banane (da cui i nomi locali che li associano, non propriamente, alle banane).
Il peso dei frutti è ordinariamente da 50–100 g a 250–400 g ed oltre l'uno.

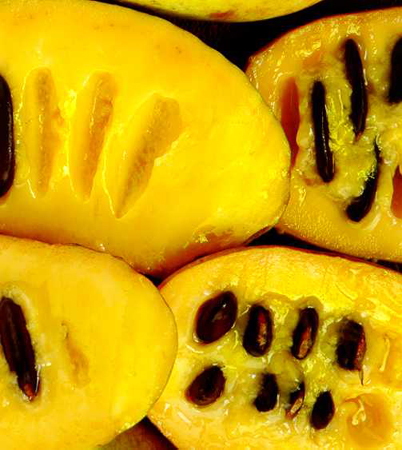
Frutto di Asimina

I frutti contengono numerosi semi bruni, disposti in due file, molto duri, anche di notevole dimensione (lunghi fino a 2–3 cm), simili a grossi fagioli allungati.
La polpa del frutto è a consistenza densa, soda, cremosa, bianca, o a volte di colore tendente al giallo, è dolce e profumata, di sapore complesso e privo di acidità, a frutto immaturo invece è di sapore acre ed astringente.
La polpa del frutto è anche ricca in vitamine e sali minerali, ha una quantità inconsuetamente alta di proteine (trattandosi di frutta).
La maturazione dei frutti è tardo estiva o autunnale, dalla fine agosto a settembre (ottobre nei paesi più freddi); dato che i fiori non si aprono tutti assieme ma in periodo di oltre un mese, così anche i frutti giungono a maturità gradualmente in un periodo di tempo di 30–45 giorni.
La maturazione differita nel tempo e la delicatezza dei frutti (si ammaccano facilmente), rendono difficile la coltivazione industriale.

## Distribuzione e habitat

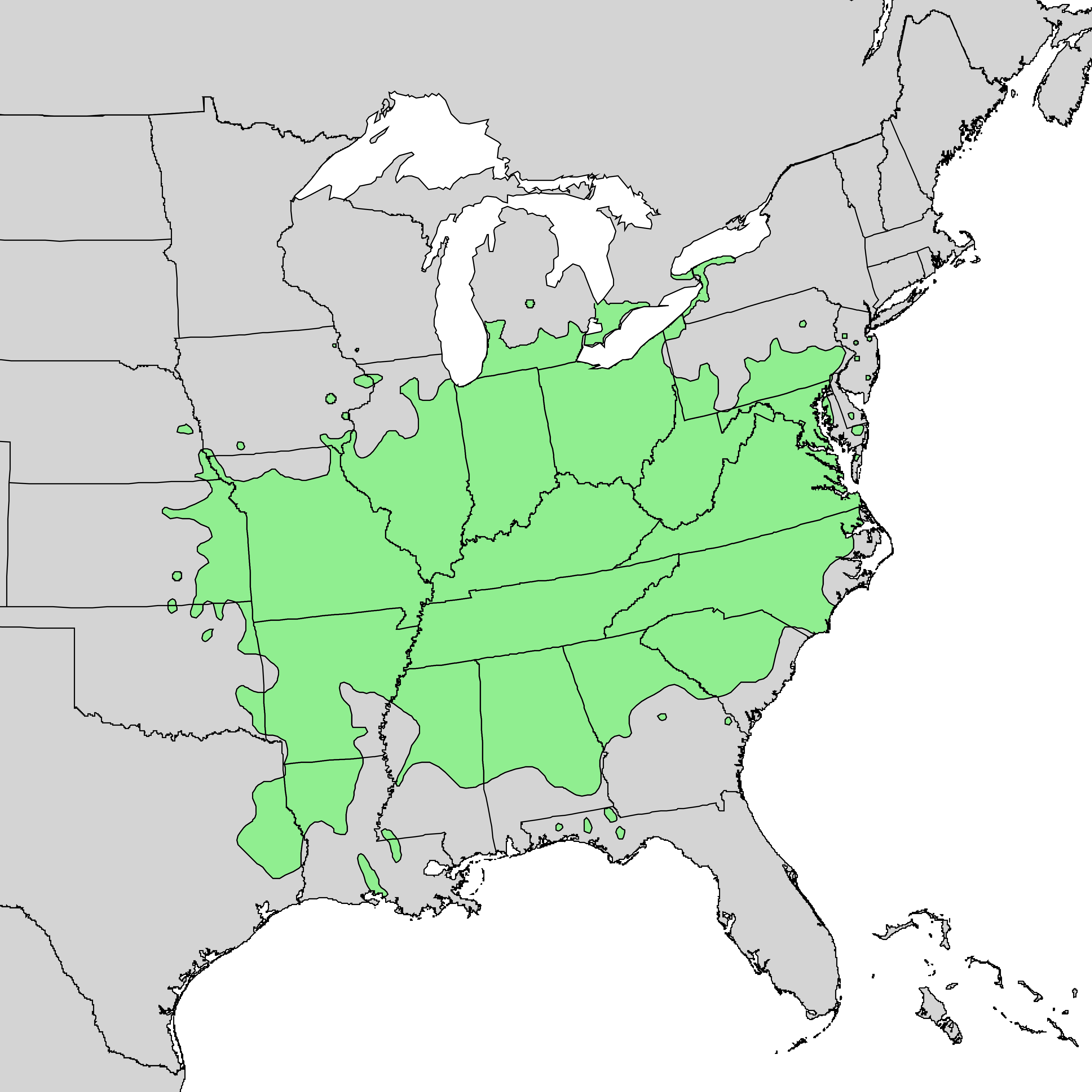
Areale naturale dell'Asimina

La pianta è originaria della regione orientale degli Stati Uniti nella zona che comprende il bacino del Mississippi.
Si trova selvatica nelle valli dei monti Appalachi, ed ha una distribuzione che spazia dal Nebraska ad ovest, all'Oceano Atlantico ad est; dalla Carolina del Sud come limite meridionale fino al sud del Canada, lungo le rive dei Grandi Laghi, come limite settentrionale.
All'interno del suo areale d'origine molte località prendono il nome di 'paw paw' proprio per via della presenza di piante di Asimina; lo stesso nome è stato utilizzato nei nomi delle scuole, poiché il frutto era molto gradito ai bambini che lo raccoglievano nei boschi a fine estate.

## Ecologia
L'Asimina è diffusa nel sottobosco di formazioni forestali con alberi ad alto fusto quali querce e noci del genere Carya.
Essa si riproduce clonalmente sopportando la bassa luminosià ambientale fino all'apertura di una breccia nella volta della foresta, una volta raggiunte posizioni più luminose inizia la fruttificazione. L'Asimina tende a scomparire in boschi chiusi e troppo fitti mentre si mantiene per lungo tempo (millenni) sotto forma di boschetto di polloni in ambienti che subiscono saltuarie azioni di disturbo come, ad esempio, le rive dei fiumi.

## Conservazione
Su una scala globale, l'Asimina (Asimina triloba) ha una valutazione di G5 (molto comune) nel NatureServe global conservation rank.
Negli Stati Uniti la sua presenza è comune (N5) ma è considerata una specie a rischio nello stato di New York ed una specie in pericolo in New Jersey.
In Canada, dove la specie si trova solamente in piccole porzioni dell'Ontario meridionale, la specie è classificata come vulnerabile (S3) e le sue popolazioni sono monitorate.
Nelle aree in cui la popolazione di cervi raggiunge densità più elevate si è notato come le Asimina tendano a diventare localmente più abbondanti.
Questo fenomeno è dovuto al fatto che i cervi consumano abitualmente i semenzali di molte specie di alberi ad alto fusto ignorando al contempo i semenzali di Asimina, agendo inoltre come agente di dispersione dei semi dopo essersi nutriti dei frutti caduti.

## Storia
Probabilmente l'attuale distribuzione dell'Asimina nel Nord America è dovuta alla dispersione dei semi attuata fino a circa 10.000 anni fa dalla Megafauna ora estinta. I grandi animali che abitavano il continente si estinsero durante il Quaternario con l'arrivo dei primi uomini.
Furono poi proprio gli uomini a sostituirsi alla megafauna come agenti di dispersione del seme dell'Asimina, attività che continuano ancora oggi.
Le prime documentazioni scritte che menzionano l'Asimina risalgono al 1541 nei diari della spedizione di Hernando de Soto, il quale la trovò tra le piante coltivate dai Nativi ad est del fiume Mississippi.
Diversi anni dopo i partecipanti alla grande spedizione di Lewis e Clark ebbero occasione di nutrirsi dei frutti di Asimina durante il loro viaggio verso l'ignoto.
L'Asimina ghiacciata era il dessert preferito di George Washington e Thomas Jefferson decise di piantare delle Asimina nella sua residenza di Monticello in Virginia.

## Importanza culturale
Era uso tra gli abitanti delle campagne del Midwest di recarsi nel bosco a fine estate alla ricerca delle migliori macchie d'Asimina in cui raccogliere da terra i frutti maturi. In questo compito erano particolarmente abili i bambini che vedevano l'occasione come un gioco e come una rara occasione di mangiare qualcosa di dolce a volontà. Di questa tradizione sono rimaste diverse testimonianze tra cui una canzone popolare che possiamo trovare in infinite varianti in tutti gli Stati Uniti orientali: Way down yonder in the pawpaw patch.
Nel testo di questa canzone si invitano i bambini a seguire una propria compagna di giochi che si è addentrata nel boschetto di Asimina con l'obiettivo di riempirsi le grosse tasche e le borse con i frutti maturi e profumati.

## Coltivazione
L'ambiente ideale per la coltivazione dell'Asimina è il clima temperato, costiero o continentale, con estati relativamente calde ma non torride, ed inverni da freddi a molto freddi, resiste a temperature invernali di −20/−25 °C; la pianta necessita di un periodo di dormienza con temperature inferiori a 7 °C per avere un'abbondante fioritura.
Dato l'ambiente naturale d'origine (piani alluvionali o greti di ruscelli o di torrenti, spesso stagionalmente sottoposti in superficie o in sottosuolo a scorrimento d'acqua, con terreno smosso e limoso, ricco di detriti e residui vegetali), è da considerare come pianta adatta ad ambiente e suoli piuttosto umidi, anche se ben drenati.
La pianta preferisce terreni a pH neutro, o sub-acido (da 5,5 a 7,5), non sopporta i terreni calcarei. Una pacciamatura massiccia con foglie e detriti vegetali favorisce la conservazione di pH del suolo adeguatamente bassi.
La pianta presenta una inconsueta sensibilità delle radici, il loro danneggiamento ad esempio nelle lavorazioni del terreno, o nel trapianto, danneggia gravemente la pianta.
Ad effetto della sensibilità radicale, nonostante sia a foglia caduca, la pianta non deve essere trapiantata a radice nuda. Al trapianto si dovrebbe fare attenzione che la zolla di terra contenente le radici non venga smossa. È possibile trapiantare anche piante a radice nuda, ma in tal caso è lecito aspettarsi fallanze elevate ( il 70% delle piante può morire) e un sicuro arresto della crescita nei primi anni della messa a dimora.
Il periodo migliore per l'impianto è durante la stasi vegetativa, in autunno dopo la caduta delle foglie o appena dopo le ultime gelate, prima del risveglio vegetativo.
In tale periodo l'apparato radicale, più attivo, reagisce con maggiore prontezza agli stress del trapianto ed i rischi di una sua morte sono ridotti.
La pianta, per le sostanze contenute, è straordinariamente resistente a parassiti e malattie, soprattutto in ambiente umido, e non necessita quindi di alcun trattamento.
La fruttificazione solitamente avviene a partire dal terzo anno di fioritura, in rarissimi casi riesce a fruttificare i primi anni.
Per accelerare la fruttificazione si consiglia di coltivare la pianta in zone con alto tasso di umidità dell'ambiente e del terreno, con esposizione a pieno sole di qualche ora nei mesi primaverili estivi. Oltre a questi fattori ambientali è opportuno che il terreno sia prima cosparso con abbondanti detriti organici di sottobosco e poi sia aggiunto del letame stallico maturo.
Nei primi due anni di impianto sono utili dei teli ombreggianti da maggio a settembre. Il terreno successivamente si lavora e pacciama nuovamente in superficie con foglie e materiale organico da sottobosco ed irrigato nei mesi più caldi. Tutti questi fattori imitano l'habitat di provenienza di questa pianta e facilitano la fruttificazione ed anche la crescita.

## Propagazione
La riproduzione si può praticare per seme, innesto o polloni radicali, mentre le talee di norma non attecchiscono.  I semi lasciati seccare perdono rapidamente la capacità di germogliare, quindi, se non immediatamente seminati alla raccolta, vanno seppelliti in suolo umido ed esposto al freddo invernale, o mantenuti in ambiente analogo (frigorifero). 
Le piante ottenute da seme non mantengono le caratteristiche della pianta dalla quale provengono: talvolta possono recare segni di regresso al selvatico oppure si possono ottenere una gamma di nuove varietà tra le quali alcune possono essere di buon livello. Con la riproduzione da seme si possono anche ottenere ottimi portainnesto.
La moltiplicazione si effettua agevolmente solo per innesto. Le piante innestate portano frutti di qualità organolettiche certe, legate alla varietà innestata.
La pianta, per sua natura, tende a moltiplicarsi per polloni radicali. Se il pollone proviene dal portinnesto di una pianta innestata potrà portare frutti di qualità inferiore o comunque diversi, così come è la pianta usata come "selvatico", ma potrà comunque essere un buon impollinatore, essendo un clone diverso dal nesto. Salvo che si vogliano fare esperimenti, (la pianta in natura produce naturalmente "piccoli boschi" di polloni), il pollone è bene che sia eliminato. Tra l'altro il pollone, anche se radicato, avrà scarse possibilità di trapianto.
La pianta non sembra ad oggi essere adatta alla moltiplicazione in vitro, probabilmente perché mancano i protocolli procedurali adatti.

## Utilizzi
Oltre al consumo del frutto l'Asimina ha avuto nel tempo anche diversi altri utilizzi:
La corteccia interna della pianta, forte e fibrosa, veniva utilizzata dai Nativi americani e dai primi coloni del Midwest per la preparazione di corde, reti da pesca, stuoie e per legare il pescato.
Tronchi di Asimina divisi in quarti venivano impiegati per la realizzazione di recinzioni in Arkansas.
I semi, duri e lucenti dell'Asimina venivano portati con se come degli amuleti in Ohio poiché si riteneva che portassero fortuna, nella stessa maniera in cui in Italia si utilizzano i semi dell'Ippocastano.
Ad eccezione della polpa dei frutti maturi le altre parti della pianta sono tossiche per la presenza di acetogenine a spiccata attività antimitotica, che impediscono la replicazione cellulare e che per questo sono allo studio per la cura dei tumori.
Negli Stati Uniti la pianta è coltivata nei butterfly gardens, (giardini destinati ad allevare farfalle) per il fatto che ospita una grande farfalla ad ali zebrate bianco-nere, a coda di rondine (Eurytides marcellus) il cui bruco si nutre delle foglie ma di norma non produce danni di rilievo alla pianta.

## Selezioni
Sono state realizzate numerose selezioni, quasi tutte negli USA per la maggior parte facendo origine dalle piante selvatiche, ma anche partendo da selezioni precedenti. Tra le più comuni:
- Allegheny: Selezionata da Neal Peterson. Pianta precoce e molto produttiva.
- Belle: Green River Belle o GRB è stata scoperta nella contea di Hart in Kentucky da piante selvatiche. Produce frutti di media grandezza, polpa soda e buon sapore.
- Davis: Selezionata nel 1959 da Corwin Davis, fruttifica a grappoli con pezzature molto variabili (60-300g), oblunghi possono arrivare fino a 12 cm, buccia verde, polpa gialla, semi grandi. Buona conservazione in frigorifero, matura ad inizio settembre[5]
- Georgia: Selezionata in Italia da Az. Agr. Bella a Rivoli (TO), frutti di 150-250g, polpa giallo burro, gusto molto aromatico, forma leggermente allungata e tondeggiante, la buccia ingiallisce a maturità. Risulta precoce, matura da fine Agosto (autofertile)
- Itacha: Selezionata in Italia da Domenico Montanari, frutti di media grandezza (200-300 grammi).
- Mango: Selezionata da Corwin Davis nel 1970, forte produttore, matura ad inizio settembre. Frutti grandi, polpa giallo arancio dal leggero sapore di mango.[5].
- Mary Foos J.: La polpa di consistenza e colore burroso contiene pochi semi, profumo morbido e caratteristico, retrogusto di latte, matura a inizio ottobre
- Mitchell: Selezionata da semi di una pianta selvatica in Illinois nel 1979. Frutti di media dimensione, buccia giallo pallido, polpa gialla, pochi semi.
- NC-1: Pianta nata da un incrocio tra Davis e Overleese. Molto vigorosa, frutti con buccia fine gialli, polpa gialla, dolci e saporiti di pezzatura da 150 fino a 400g, maturazione precoce, seconda decade di settembre[5].
- Prima 1216: Selezionata in Italia da Domenico Montanari, Frutti di 200-250g[5] di forma ovale tondeggiante, polpa da giallo burro a ocra, matura nella seconda decade di settembre[5] , (autofertile)
- Overleese: Selezionata da W. B. Ward, intorno al 1950 da pianta selvatica a Rushville (Indiana) frutti a gruppi di 3 o 5, ciascun frutto fino a 300–350g. Matura all'inizio di settembre[5].
- PA Golden: Pennsylvania Golden è stata selezionata da semi della collezione George Slate, da John Gordon, Amherst, (NY). Frutti medi, buccia gialla, polpa gialla. Negli USA sono documentate 4 varietà distinte da un numero progressivo da 1 a 4, in Italia ne viene commercializzata solo una.
- Prolific: Selezionata da Corwin Davis tra il 1980 - 90. Frutto abbastanza grande (80-250g) con polpa gialla. Matura nella seconda decade di settembre[5].
- Rappahannock: Selezionata da Neal Peterson, la pianta fa un frutto dolce e aromatico molto facile da vedere a causa del portamento delle foglie, quasi orizzontale. I semi sono pochi rispetto alla polpa (7%).
- Potomac: Selezionata da Neal Peterson. Frutti grandi e carnosi con pochi semi (4%), aroma intenso e dolce.
- Rebecca's Gold: Selezionata da Corwin Davis nel 1974. Frutti a forma di rene con polpa color burro.
- Shenandoah: Ibrido di Overleese con pochi semi (7%), polpa molto soda.
- Sunflower: Selezionata da Milo Gibson intorno al 1970, frutti (spesso singoli) di 200–250g, polpa color giallo burro dal sapore rinfrescante, buccia che ingiallisce a maturità. Matura nella seconda decade di settembre[5] (autofertile).
- Susquehanna: Selezionata da Neal Peterson. Frutto grande, polpa e buccia molto sodi e resistenti. Pochi semi (4%). Retrogusto piacevole.
- Sweet Alice: Selezione da Homer Jacobs nel 1934 da semi di pianta selvatica provenienti dall'Holden Arboretum, Mentor, Ohio. Vigore moderato, portamento compatto, produttiva con frutti grandi di buona qualità.
- Taylor Selezionata nel 1968 da semi di pianta selvatica da Corwin Davis. Frutti piccoli in gruppi fino a sette, buccia verde, polpa gialla, molto produttiva e ottima qualità. Matura all'inizio di settembre
- Taytwo (detta anche taytoo): Selezionata da Corwin Davis. la pezzatura dei frutti è assai variabile (50-300g). A volte la buccia può annerire, matura all'inizio di settembre[5].
- Wabash: Selezionata in Kentucky da Neal Peterson. Frutto grande e pochi semi (6%). Gusto dolce.
- Wells: Selezionata da una pianta selvatica in Indiana da David Wells nel 1990. Frutti piccoli ma gustosi (80 - 150g), con buccia verde e interno arancione. Matura nella seconda decade di settembre.
- Wilson: Selezionata nel Kentucky nel 1985, produce frutti nella media con polpa giallo oro. Matura ad inizio settembre[5].

Nel 2008 il Kentucky State University Land Grant Program, con la Ohio Pawpaw Growers Association, e la PawPaw Foundation condussero uno studio per determinare quali fossero le varietà con le migliori qualità organolettiche. Ai partecipanti al test furono somministrati assaggi di 16 varietà di pawpaw senza fornirgli indicazioni su quale varietà stessero assaggiando, chiedendogli poi di classificare il campione in una scala da "Terribile" a "Eccellente" e indicando se vi fosse un retrogusto di melone o amaro. Sebbene il test non sia stato condotto in maniera rigorosa (alle persone non fu richiesto di pulirsi la bocca tra un assaggio e l'altro, non tutti assaggiarono ogni campione, non furono prese precauzioni perché la polpa dei frutti risultasse tutta dello stesso colore, e frutti proposti fossero, probabilmente, in uno stato di maturazione leggermente diverso) i risultati danno una indicazione di massima su quali siano le migliori varietà:
| Varietà\Sapore | Terribile | Cattivo | Passabile | Buono | Eccellente | Retrogusto di melone | Retrogusto amaro | Punteggio finale (1-5) |
| -------------- | --------- | ------- | --------- | ----- | ---------- | -------------------- | ---------------- | ---------------------- |
| Allegheny      | 0         | 0       | 4         | 19    | 23         | 9                    | 2                | 4.41                   |
| G9-108         | 0         | 0       | 6         | 12    | 22         | 2                    | 10               | 4.40                   |
| 10-35          | 0         | 0       | 4         | 19    | 19         | 3                    | 10               | 4.36                   |
| Shenandoah     | 0         | 0       | 7         | 16    | 16         | 7                    | 12               | 4.23                   |
| NC-1           | 0         | 2       | 5         | 16    | 15         | 4                    | 9                | 4.16                   |
| Potomac        | 0         | 0       | 6         | 22    | 12         | 5                    | 10               | 4.15                   |
| Taytwo         | 1         | 1       | 4         | 24    | 13         | 12                   | 9                | 4.09                   |
| Susquehanna    | 0         | 1       | 13        | 13    | 16         | 8                    | 10               | 4.02                   |
| Wabash         | 1         | 0       | 11        | 19    | 14         | 6                    | 10               | 4.00                   |
| Sunflower      | 0         | 2       | 10        | 16    | 13         | 8                    | 7                | 3.98                   |
| Overleese      | 0         | 2       | 15        | 15    | 11         | 5                    | 15               | 3.81                   |
| Wilson         | 0         | 4       | 11        | 18    | 8          | 9                    | 7                | 3.73                   |
| Jeremy's Gold  | 0         | 6       | 13        | 19    | 6          | 16                   | 7                | 3.57                   |
| 3-21           | 1         | 4       | 13        | 21    | 4          | 13                   | 2                | 3.53                   |
| PA Golden      | 2         | 4       | 18        | 11    | 7          | 12                   | 8                | 3.40                   |
| Mitchell       | 1         | 16      | 12        | 12    | 3          | 15                   | 3                | 3.00                   |